# 65 Андромеды
65 Андромеды (лат. 65 Andromedae, HD 14872) — одиночная звезда в созвездии Андромеды на расстоянии приблизительно 437 световых лет (около 134 парсеков) от Солнца. Видимая звёздная величина звезды — +4,895m. Возраст звезды определён как около 3,01 млрд лет.

## Характеристики
65 Андромеды — оранжевый гигант спектрального класса K4,5III. Масса — около 1,63 солнечной, радиус — около 47 солнечных, светимость — около 372 солнечных. Эффективная температура — около 3927 K.